# Unternehmensstandort
Der Unternehmensstandort ist der Ort, an dem sich ein Unternehmen befindet.
Entgegen einer häufig in der betriebswirtschaftlichen Literatur vertretenen Auffassung wird der Unternehmensstandort bei Unternehmensgründung nicht immer aus rationalen Überlegungen heraus festgesetzt: Neue Unternehmen entstehen in der Regel dort, wo der oder die Gründer ansässig sind. In der Mehrzahl aller Fälle kommen betriebswirtschaftliche Überlegungen erst dann ins Spiel, wenn ein Unternehmen gewachsen ist und neue Standorte sucht. Standortplanung tritt also dann ein, wenn ein Unternehmen eine expansive Phase erreicht hat.

## Allgemeines
Die Wahl eines Standortes ist von verschiedenen Einflussgrößen abhängig; hierzu zählt insbesondere die relative Nähe eines Marktes für die Produkte oder Dienstleistungen, die das Unternehmen herstellt oder anbietet.
Für die Standortwahl von Unternehmen des stationären Einzelhandels ist die Qualität der unmittelbaren Marktumgebung, das heißt des Einzugsgebiets, bereits für die Gründungsentscheidung von ausschlaggebender Bedeutung. Als Qualitätsindikatoren müssen im Prinzip vor allem die Standortfaktoren Bedarf, Kaufkraft, Verkehr, Betriebsraum, Konkurrenz, Standortimage und verfügbares qualifiziertes Personal analysiert werden. Namentlich das Vorhandensein branchengleicher Einzelhandelsbetriebe kann einen positiven Standorteffekt für die Neuansiedlung haben, den sog. Agglomerationseffekt.
Für Industrieunternehmen spielt das Vorhandensein von Rohstoffen und Hilfsstoffen heutzutage dagegen eine eher untergeordnete Rolle. Die Verfügbarkeit von Arbeitskräften (Arbeitsmarkt), die Arbeitskosten, die Anbindung an Verkehrswege (insgesamt Infrastruktur) und steuerliche Überlegungen (Steuerpolitik) sind vielfach wichtiger. Mehr und mehr spielen auch „weiche“ Standortfaktoren wie das kulturelle Angebot in der Standortgemeinde eine Rolle. Inwieweit sich ein Betrieb an den genannten Standortfaktoren orientiert, ist im Einzelfall von der Betriebsart (Branche) und vom Wirtschaftssektor abhängig. Die Standortwahl zählt somit neben der Geschäftszweigwahl zu den unternehmerischen Basisentscheidungen.
Bedingt durch die Globalisierung und durch das Vordringen der standortunabhängigen Internet-Kommunikation verliert die räumliche Nähe zwischen Unternehmensstandort (Zentrale), dem Fertigungsstandort und einem Vertriebsbüro für viele Industrieunternehmen an Bedeutung.
Aufgrund schnellerer Transportmöglichkeiten und sinkender Kosten sind Entfernungen von relativ geringer Relevanz. Dennoch gibt es in Abhängigkeit von den benötigten Waren oder Dienstleistungen eine maximale Entfernung, ab der die Transport- bzw. Reisekosten die Ersparnis überschreiten. Erst wenn diese maximale Entfernung den halben Erdumfang überschreitet, besitzt ein Unternehmen faktisch absolute Freiheit bei der Standortwahl.
In der Standortforschung wird die Frage nach dem optimalen Standort eines Unternehmens bzw. nach den optimalen Standorten seiner Betriebe untersucht (siehe hierzu auch Standorttheorien).
Für Handelsunternehmen kommen die Besonderheiten hinzu, dass außer dem betrieblichen Standort, etwa für eine geplante neue Filiale, auch die innerbetrieblichen Standorte für die räumliche Anordnung der Waren analysiert und möglichst optimiert werden müssen und dass Chancen eruiert werden müssen, die sich aus Agglomerationseffekten ergeben.
Überdies stellt sich die Aufgabe für das Handelsmanagement, nicht nur die betriebliche Standortqualität, sondern auch die (besonders psychotaktischem Vorgehen zugänglichen) innerbetrieblichen Standortqualitäten laufend zu kontrollieren, um rechtzeitig Modifikationen vornehmen zu können (zum Beispiel Standortwechsel, Ladenumbau, Änderung der Flächenzuweisung, Umplatzierung, Mehrfachplatzierung).

## Standortkriterien
Standortfaktoren sind abhängig von der jeweiligen Unternehmungsbranche. Im Folgenden werden einzelne Faktoren erläutert.

### Rohstoffe
Manche Rohstoffe, wie Braunkohle, können wirtschaftlich nicht über große Entfernungen transportiert werden, weshalb Anlagen, die diese Stoffe verwerten oder verarbeiten meist in der Nähe der Förderanlagen liegen. Auch Erzaufbereitungsanlagen sind meist in der Nähe der entsprechenden Förderanlagen beherbergt, weil nach der Aufbereitung viel weniger Material transportiert werden muss.

### Infrastruktur
Eine sehr gute verkehrstechnische Anbindung eines Unternehmens ist in jedem Fall wünschenswert. Es besteht dabei aber ein Zielkonflikt, da Gebäude und Flächen, die sich in einer gut erschlossenen Lage befinden, auch gleichzeitig teurer zu mieten oder kaufen sind. Beispielsweise sind Büroflächen in unmittelbarer Nachbarschaft eines Fernbahnhofs in jedem Fall teurer, als solche, die abseits großer Verkehrswege liegen.
Im industriellen Bereich sind auf Grund der globalen Produktionsverkettung gut erschlossene Frachtflughäfen ein positiver Unternehmensstandortfaktor, sofern er für die Beschaffung oder den Warenabsatz eine Rolle spielt. Ähnliches betrifft Güterbahnhöfe oder Häfen. Welche Form der Infrastruktur bzw. welche Kombination der Anlagen benötigt wird, hängt stark von der Art der Wertschöpfungskette des Unternehmens ab.

### Militärische Aspekte
In Kriegszeiten und in Diktaturen spielen auch militärische Faktoren eine Rolle. So wurden im Zweiten Weltkrieg aus Schutz vor Luftangriffen Industriebetriebe unter die Erde verlegt, wobei man häufig auf schon vorhandene unterirdische Systeme, zum Beispiel von aufgelassenen Bergwerken zurückgriff. Aus Gründen der Geheimhaltung kann mitunter für militärisch relevante Betriebe ein sehr abgelegener, kaum zugänglicher Standort von Interesse sein, wobei für die Mitarbeiter im Regelfall die Errichtung einer Siedlung mit Infrastruktur nötig ist.

### Clustering
Ein immer bedeutender Faktor für den Ort einer Unternehmung oder Unternehmensanlage wird die Integration in Cluster sein. Cluster versuchen dort, wo die Wertschöpfungskette auf mehrere Unternehmen (daher eine Kette von Zulieferern und einen Endprodukthersteller) verteilt ist, Synergieeffekte zu schaffen. In Clustern wird zum Beispiel versucht, die Produktentwicklung zusammen mit Zulieferern optimal zu gestalten. Ein Cluster gibt jungen und neuen Zulieferunternehmen langfristige Sicherheit. Er ist in die Unternehmensplanung eingesetzt und erhöht die Bonität des Unternehmens.

### Arbeitsmarkt
Ebenfalls bedeutend für ein Unternehmen ist selbstverständlich das Vorhandensein von möglichen Arbeitnehmern, ohne die ein Unternehmen nicht wirken kann. Im Allgemeinen lässt sich sagen, dass eine hohe Arbeitslosigkeit in einer Region die Löhne senkt, die ein Unternehmen zahlen muss.
Ein anderer wesentlicher Faktor des Arbeitsmarkts ist der Grad der Ausbildung. Ob ein Unternehmen mehr Wert auf akademisch ausgebildete Arbeitnehmer legt, oder den möglichst niedrigsten Lohn an einem Standort zahlen möchte, hängt wieder stark von der Wertschöpfungskette am Standort ab. Wie bei der Infrastruktur ergibt sich an dieser Stelle ein Zielkonflikt.

### Prestige
Einige Standorte haben im Wesentlichen einen bedeutenden Prestigewert. Zum Beispiel ist es für global wirkende Banken unerlässlich in Frankfurt am Main oder New York City eine Niederlassung zu führen, auch wenn diese auf Grund von hohen Mieten und Betriebskosten nicht gewinnbringend arbeitet.

### Ökologie
Eine intakte Umwelt ist im Allgemeinen wichtiger, je höher die Angestellten eines Unternehmens ausgebildet sind. Luft- und Wasserverschmutzung wirkt sehr demotivierend auf die Mitarbeiter, insbesondere wenn das Unternehmen eine Teilschuld daran trägt.
Einige Branchen, wie die Biotechnologie oder die Mikroelektronik, legen hohen Wert auf saubere Luft, weil stark belastete Luft die Kosten für die Luftreinigung der Reinräume erhöht.

### Nähe zum Absatzmarkt
In der modernen (marktorientierten) Betriebswirtschaftslehre setzt sich wieder durch, dass es nicht in jedem Fall sinnvoll ist, durch neue Unternehmensstandorte in anderen Regionen, Produktionen zu verlagern (Stichwort Offshoring). Stellt man durch kurzfristig günstigere Standorte in anderen Ländern, die Produktion am Hauptabsatzmarkt ein, kann es durchaus passieren, dass das Unternehmen einen Absatzeinbruch erlebt. Es schadet der Außenwirkung eines Unternehmens, wenn es an seinem Hauptmarkt nicht als vollwertiger Bestandteil des Wirtschaftskreislauf empfunden wird. Langfristig muss daher ein Unternehmensstandort in einem lohnkostengünstigeren Land nicht unbedingt die optimale Lösung sein.
In der Diskussion um den Standort Deutschland spielt das keine unwesentliche Rolle. Es sind nicht unbedingt die Lohnkosten in Deutschland zu hoch, sondern im Grunde genommen bei vielen exportorientierten Unternehmen die Kunden an anderer Stelle. Volkswirtschaftlich stellt dieser Verlust des Standortwerts die Kosten für den Exportüberschuss eines Landes dar.
Für exportorientierte Unternehmen kann es auch vorteilhaft sein Teile der Produktion in einen bisherigen Exportmarkt zu verlegen. Bei staatlichen Aufträgen kann es erforderlich sein oder zumindest die Absatzchancen erhöhen, wenn ein Unternehmen darauf verweisen kann, dass ein Teil der Wertschöpfung lokal erfolgt. Zudem kann eine solche Verlagerung Teil des natural Hedging zur Absicherung von Wechselkursrisiken sein.
Eine Produktion in der Nähe des Absatzmarktes kann auch sinnvoll sein, wenn das erzeugte Produkt nicht wirtschaftlich über große Strecken transportiert werden kann oder es nur an einen einzigen Ort verwendet wird. Ein Beispiel hierfür ist die Endmontage von Raketen in der Nähe des Startplatzes.

### Sicherheit
Auch Sicherheitsaspekte können bei der Standortwahl eine Rolle spielen. Erdölraffinerien oder andere Fabriken, welche in großen Mengen feuergefährliche oder explosive Stoffe verarbeiten, müssen häufig, um Gefahren die Gefahren für die Umgebung im Fall einer Havarie zu verringern, einen von der Art und Menge der verarbeiteten Stoffe abhängigen Schutzabstand zu Wohngebieten und anderen Einrichtungen haben. Ein großes Betriebsgelände kann bei derartigen Werken den Vorteil haben, dass ein Brand nicht so leicht auf andere Betriebsteile übergreifen kann und leichter bekämpft werden kann. In der Anfangszeit der Kerntechnik wurden auch Reaktoren und Betriebe, die hochradioaktive Stoffe verarbeiten, oft an abgelegeneren oder windigen Orten errichtet, damit im Fall von Unfällen möglichst wenig Personen erhöhter Radioaktivität ausgesetzt sind oder radioaktive Wolken schnell verteilt sind.
Startplätze für Raketen werden im Regelfall an Orten errichtet, bei denen die Aufstiegsbahn der Raketen möglichst über unbewohntes Gebiet führt.

### Staat
Der Staat ist ebenfalls ein nicht zu vernachlässigender Standortfaktor. Inwiefern er einen Unternehmensstandort direkt oder indirekt (Steuervergünstigung) subventioniert, ist häufig sogar der ausschlaggebende Grund für eine Standortentscheidung. Ebenfalls wichtig ist, dass der Staat eine Sicherheit garantieren kann, die das Fortbestehen des Standorts gewährleistet. Dazu gehört das Erhalten einer inneren Ordnung oder auch die Korruptionsbekämpfung. Ein weiterer wichtiger Punkt ist die Geschwindigkeit und Kalkulierbarkeit sowie der Aufwand für öffentliche Genehmigungsverfahren.
In einigen Fällen wurde ein bestimmter Staat auch als Standort gewählt, weil die entsprechende Aktivität in einen anderen Staat untersagt war. Insbesondere beim privaten Rundfunk war dies der Fall und so wurden Rundfunksender außerhalb des zu versorgenden Landes gebaut (Borderblaster). In Europa sind Europe 1, RTL und RMC gute Beispiele.

### Klima
Eines der Kriterien für einen geeigneten Standort ist das Klima. Es spielt aber nicht gleichermaßen für alle Unternehmensformen eine Rolle. Insbesondere für Unternehmen, die an landwirtschaftliche Produktionen angeschlossen sind, oder selbst Agrarunternehmen sind, spielt Klima eine Hauptrolle. Siehe hierzu folgende Tabelle:
| Klimagröße                      | Günstig für |
| ------------------------------- | --- |
| Niedrige Lufttemperatur         | Schokoladenfabriken, Pharmazeutische Industrie, Brauereien, Käsereien, Wurstwarenhersteller, Lagerräume für Nahrungsmittel, Bier, Weine                                                                                                 |
| Luftfeuchtigkeit hoch           | Woll- und Baumwollspinnereien und -webereien, Käsereien |
| Luftfeuchtigkeit niedrig        | Schokoladen-, Süßwaren-, Teigwarenfabriken, Betriebe der feinmechanisch-optischen und elektrotechnischen Industrie, Lackdrahthersteller, Maschinenbau, Pelzwarenherstellung                                                             |
| Luftreinheit hoch               | Filmfabriken, Chemisch-pharmazeutische Betriebe, Luftverflüssigungsanlagen, Betriebe zur Herstellung von Nahrungs- und Genussmitteln, hochwertigen Papieren, elektronischen Bauelementen und feinmechanisch-optischen Präzisionsgeräten |
| starke Luftbewegung             | Viskosefaserstoff-, Zellstoff-, Farbenfabrikation; Betriebe der chemischen Industrie, Molkereien, Käsereien, Bonbonkochereien |
| Nebelfreiheit                   | Schokoladen- und Süßwarenindustrie, Filmfabriken und chemische Industrie, |
| Extreme Schwankungen des Klimas | für alle Industriezweige eher ungünstig |
| Stark geneigtes Terrain         | Am Wasser: Wasserkraftwerke |
| Ufer großer Flüsse              | Kühlwasser für Dampfkraftwerke und Chemische Industrie |

### Spezifische Beispiele
- Hüttenwerk: es müssen große Mengen an Kohle und Erz zum Werk transportiert werden. Da Erz- und Kohlelagerstätten meist getrennt sind, wird ein derartiges Werk meist in der Nähe von Kohlevorkommen, manchmal aber auch in der Nähe der Erzvorkommen errichtet. Auch ein Standort in einer Hafenstadt mit Anlieferung von Kohle und Erz über das Meer ist möglich (Nasse Hütte). Ein Standort im flachen Gelände erleichtert das Abziehen von Abgasen.
- Zementwerk: es müssen große Mengen an Kalkstein zum Werk und Brennstoffe für den Zementofen transportiert werden, wobei die Kalksteinmenge überwiegt. Das Werk wird häufig in der Nähe eines Steinbruchs, der den Kalkstein mitunter über einen Bandförderer oder eine Materialseilbahn zum Werk liefert, an verkehrsgünstiger Stelle errichtet, um die Anlieferung des Brennstoffs für den Zementofen zu ermöglichen.
- Fabrik zur Herstellung von Explosivstoffen: eine Fabrik zur Herstellung von Explosivstoffen muss aus Sicherheitsgründen einen Mindestabstand von Wohngebieten und anderen Industrieanlagen haben. Der Wert dieses Abstands hängt von der Art und Menge des verarbeiteten Explosivstoffes ab. Durch geeignete Maßnahmen wie Schutzwälle kann der nötige Sicherheitsabstand unter Umständen verkleinert werden, weshalb Fabriken zur Herstellung von Explosivstoffen häufig in stillgelegten Steinbrüchen liegen.
- Thermisches Kraftwerk: ebener hochwassersicherer Platz an einem Fluss mit möglichst günstiger Anbindung an das Hochspannungsnetz. Anbindung an das Bahnnetz ist fast immer nötig. Da häufig hohe Bauwerke errichtet werden müssen, ist ein gewisser Mindestabstand zu Flugplätzen erforderlich. Mit Braunkohle befeuerte Kraftwerke werden nur in der Nähe von Förderanlagen für Braunkohle errichtet, da sich die hygroskopische Braunkohle nicht wirtschaftlich über große Entfernungen transportieren lässt. Ein Standort im flachen Gelände erleichtert das Abziehen von Abgasen.
- Wasserkraftwerk: Standort an einem Fluss mit starkem Gefälle. Standortkriterien schärfer als bei thermischem Kraftwerk
- Windkraftwerk: exponierter Standort in möglichst windreichen Gebiet. Anbindung ans Stromnetz sollte nicht zu aufwändig sein.
- Elektroden für Hochspannungs-Gleichstrom-Übertragung. Gebiet hoher Bodenleitfähigkeit. Möglichst weit weg von Kabeln und Rohrleitungen (Streustromkorrosion)
- Raketenstartplatz: möglichst freie Schussbahn über unbewohntes Gebiet, meistens große Wasserflächen. Für Satellitenstarts ist ein Standort am Äquator mit freier Schussbahn in östlicher Richtung optimal, da wegen der Fliehkräfte weniger Treibstoff verbraucht wird. Ein ebenes Areal erleichtert das Anlegen von Startplätzen und Verkehrswegen; feuchtes Klima ist ungünstig, da es zu Korrosion führt.
- Sendeanlage für UKW: optimaler Standort hoher Berg vor einer Ebene, wobei eine nicht zu aufwändige Anbindung an das Stromnetz vorteilhaft ist. Da häufig hohe Bauwerke errichtet werden müssen, ist ein gewisser Mindestabstand zu Flugplätzen erforderlich. Der Senderstandort Wendelstein ist in dieser Hinsicht optimal.
- Sendeanlage für VLF, LW und MW: Standort in einem Gebiet hoher Bodenleitfähigkeit, zum Beispiel in einer Flussniederung einem ehemaligen Moor oder am Meer. Da häufig hohe Bauwerke errichtet werden müssen, ist ein gewisser Mindestabstand zu Flugplätzen erforderlich. Die Sendestandorte Soelvesborg für den MW-Sender des schwedischen Auslandsdienstes und Kalundborg für einen Mittelwellensender des dänischen Rundfunks sind unter diesen Aspekten optimal gewählt

Der Umstand, dass die Standortfaktoren für Sendeanlagen für längere und kürzere Wellen nicht identisch sind, hat zur Folge, dass in Mittelgebirgs- und Gebirgsregionen Sendeanlagen für verschiedene Wellenbereiche häufig an verschiedenen Standorten realisiert wurden.

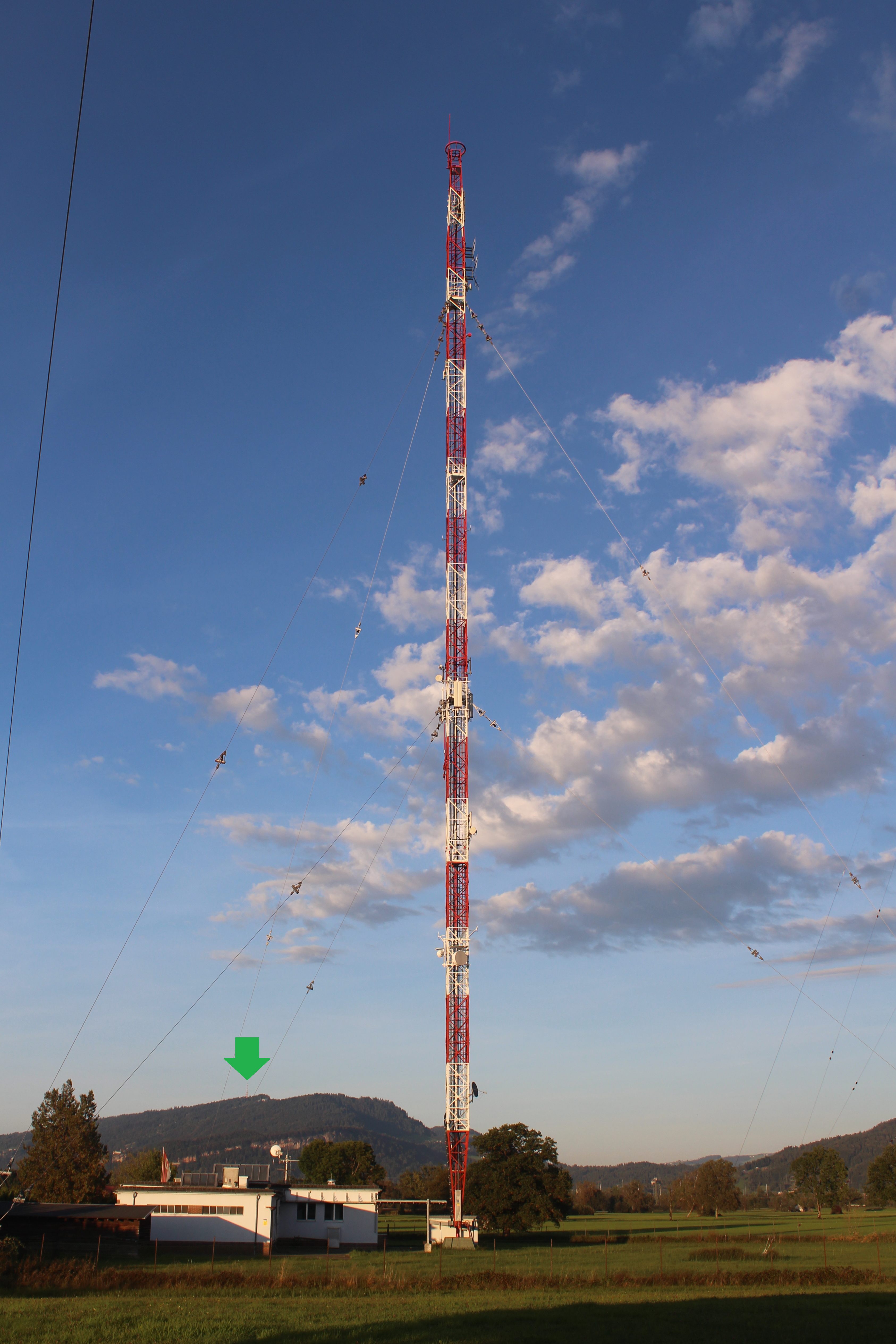
Zwei Sendeanlagen, die für verschiedene Wellenbereiche geplant wurden, an verschiedenen Standorten. Im Vordergrund der als Mittelwellensender geplante Sender Lauterach, welcher wegen der guten elektrischen Leitfähigkeit von feuchtem Boden im Lauteracher Ried errichtet wurde. Im Hintergrund erkennt man den mit einem Pfeil markierten Turm des Senders Pfänder. Er wurde als Sender für ultrakurze Wellen geplant und hat deshalb auf den Berg Pfänder einen optimalen Standort

### Mobile Standorte
Es gibt auch Fälle, in denen die Produktionsanlage nicht fest installiert wird, sondern mobil, aus Platzgründen häufig auf einem Schiff, installiert wird, um die Anlage in kurzer Zeit an den optimalen Standort verlegen zu können. Ein Beispiel hierfür sind Fangfabrikationsschiffe, welche die Verarbeitung des gefangenen Fisches an Ort und Stelle ermöglichen, was Einsparungen bei der Kühlung mit sich bringt. Auf Schiffen installierte Kraftwerke werden in abgelegenen Gebieten gelegentlich eingesetzt, um eine temporäre Ersatzstromversorgung zu ermöglichen. In abgelegenen, holzreichen Regionen wurden Schiffe mit Sägewerken und Papierfabriken an Bord eingesetzt. Ein weiteres Beispiel für mobile Produktionsanlagen sind Seesendeschiffe, die häufig von Piratensendern genutzt werden. Für Großbaustellen werden häufig Betonwerke errichtet, welche nach Beendigung des Projektes in transportable Bestandteile zerlegt werden können und an einem neuen Standort eingesetzt werden können.

## Prozess der Standortsuche und Bewertung
Die Suche nach geeigneten Standorten für ökonomische Aktivitäten stellt eine konstitutive betriebswirtschaftliche Aufgabe dar. Es handelt sich um hochkomplexe Problemstellungen. Mathematische Optimierungsverfahren scheitern an der exponentiell zunehmenden Komplexität bei steigender Kriterienzahl sowie der weitgehenden Ausklammerung der in der Realität zunehmend bedeutsamen qualitativen Kriterien.
Aufgrund der mathematischen Komplexität, der Existenz qualitativer Standortfaktoren sowie der begrenzten Rationalität der Entscheidungsträger wird in der Standorttheoretischen Literatur das Ziel der Optimierung zugunsten der Suche nach geeigneten Standorten aufgegeben.
Die Standortplanungsliteratur propagiert eine stufenweise Vorgehensweise bei der Auswahl geeigneter Standorte. Bei internationalen Standortentscheidungen findet ein Filterprozess von der Ländervorauswahl über die Grobplanung bis hin zur Feinplanung und letztendlichen Festlegung auf eine Gewerbefläche, ein Grundstück oder eine Immobilie statt.

### Einfluss der Standortfaktoren
Die Systematisierung besteht in der Datenerhebung und Beurteilung anhand eines einheitlichen, vorbereiteten Punktekataloges (Punktbewertungsverfahren). Bei der Erstellung eines solchen Untersuchungsplanes sollte bereits eine erste Bewertung erfolgen nach dem Gewicht eines einzelnen Faktors für den speziellen Zweck. Dabei hilfreich sein kann die theoretische Einteilung in harte oder weiche Standortfaktoren abhängig vom subjektiven Gehalt des Wertes. Subjektiv vor allem in dem Sinne, dass bei einer anderen Nutzung das Gewicht des Faktors deutlich schwanken kann.
Bezogen auf ein Grundstück sind:
- harte Standortfaktoren neben der rechtlichen Situation eines Standortes, die vorhandene Erschließung, Zuschnitt und Gestalt eines Grundstückes.
- weiche Standortfaktoren die umgebende soziale Infrastruktur, die möglichen Wechselwirkungen mit dem Umfeld, die Einbettung in die Umwelt oder zum Beispiel spezieller: der Freizeitwert bei einer Wohnnutzung.
- sozioökonomische Faktoren die Bevölkerungsstruktur, das politische Investitionsklima und die allgemeine Konjunktur

Sozioökonomische Faktoren können von ihrem Einfluss her zwischen harten und weichen Faktoren eingeordnet werden. Während diese Faktoren jedoch direkt auf die Kosten und Einnahmemöglichkeiten wirken, ergibt sich der Einfluss der sozioökonomischen Faktoren über ihren Einfluss auf das Risiko eine Entwicklung. Paradoxerweise sind die Kostenfolgen der weichen Standortfaktoren oftmals unbezahlbar, während die der harten Standortfaktoren als kalkulierbar angesehen werden können. Der Zeitpunkt der Betrachtung sozioökonomischer Faktoren kann abhängig vom Ergebnis der Betrachtung der übrigen Faktoren gemacht werden.

### Fiktives Beispiel
Dieses Beispiel zeigt, wie eine Standortanalyse sequentiell ablaufen kann. Man führt dabei eine Nutzwertanalyse durch.
1. Anforderungen: Die relevanten Faktoren werden aufgelistet und gewichtet. (1–10; 10 = höchste Priorität)
2. Bewertung: Die zur Auswahl stehenden Standorte werden anhand der Faktoren bewertet. (1–5; 5 = höchste Erfüllung)
3. Entscheidung: Die Gewichtung wird pro Faktor mit der Bewertung pro Standort multipliziert. Die Summe dieser Werte zeigt, wie der Standort insgesamt abschneidet.

| Nr.   | Faktor                        | Gewichtung | Standort A | Standort B | Standort A | Standort B |
| ----- | ----------------------------- | ---------- | ---------- | ---------- | ---------- | ---------- |
| 1     | Kundennähe                    | 10         | 5          | 5          | 50         | 50         |
| 2     | Konkurrenznähe                | 4          | 2          | 3          | 8          | 12         |
| 3     | Mietpreise                    | 6          | 5          | 4          | 30         | 24         |
| 4     | Ausbaumöglichkeiten           | 4          | 2          | 3          | 8          | 12         |
| 5     | Verkehrslage                  | 8          | 3          | 5          | 24         | 40         |
| 6     | Steuern                       | 6          | 4          | 5          | 24         | 30         |
| 7     | Anziehungskraft des Standorts | 7          | 4          | 2          | 28         | 14         |
| Total |                               |            |            |            | 172        | 182        |

### Herkömmliche Bewertungsverfahren
Optimierungsmodelle mit dem Ziel den gemäß den Standortkriterien optimalen Standort zu finden, werden in der industriellen Unternehmenspraxis selten angewendet. Sie sind überwiegend im Logistik-Bereich verbreitet, wobei die Transportkostenminimierung das größte Gewicht besitzt. Ein Beispiel für ein quantitatives Verfahren ist das Warehouse Location Problem.
Bei komplexen Standortproblemen, bei denen eine große Anzahl von qualitativen Kriterien zu berücksichtigen sind, ist die Nutzwertanalyse weit verbreitet. Die meisten Erfahrungen mit Standortanalysen und die meisten theoretischen Analysemodelle für betriebliche und innerbetriebliche Standortbewertungen liegen seit langem für den Handel vor.

### Alternative Standortbewertungsverfahren
Eine Vielzahl von Standortkriterien weist einen expliziten oder impliziten Raumbezug auf.
Sozioökonomische Phänomene sind meist eindeutig im Raum lokalisiert. Zwischen ihnen existieren räumliche und zeitliche Distanzen. Zudem besitzen viele Standortkriterien eine räumliche Wirkung, d. h. ihre Relevanz geht über den unmittelbaren Standort hinaus.
Ferner ist die räumliche Verteilung von Phänomenen zu beachten. Klassische statistische Methoden fußen auf der Annahme der räumlichen Gleichverteilung von Phänomenen. Dies widerspricht allen Beobachtungen der Realität. Damit verbunden sind die Abgrenzungsproblematik und das Phänomen der räumlichen Autokorrelation (die Ausprägung von Phänomenen korreliert positiv mit der räumlichen Nähe).
Herkömmliche Verfahren, wie zum Beispiel die Nutzwertanalyse, basieren ausschließlich auf alpha-numerischen Sachdaten zu Standortkriterien. Der Raumbezug der Standortkriterien bleibt mit konventionellen Methoden generell unerforscht und aus dem Entscheidungsprozess ausgeklammert.
Diese methodischen Engpässe können durch den Einsatz von Geoinformationssystemen bei der Standortbewertung überwunden werden. Hierbei werden die Kriterien mit ihren geographischen Koordinaten in digitalen Datenbanken erfasst und können nach sachlichen und räumlichen Aspekten analysiert und bewertet werden. Die Ergebnisse werden kartographisch zur Interpretation aufbereitet.
Für Handelsunternehmen wurden spezielle alternative Verfahren der Standortanalyse entwickelt. Hier sind vor allem Gravitationsmodelle und Kapitalwertmethode, Profilanalyse, Kundenlaufstudie und nonverbale Imageanalyse zu erwähnen.

## Praktische Verfahren in der Wirtschaft
Gewerbetreibende verfolgen in der Regel bei der Auswahl eines Standortes das Ziel möglichst nahe am Kunden zu sein und dementsprechend auch ihre Außendarstellung an den Kunden anzugleichen, um letztlich bessere Absatzchancen zu erhalten. Hierzu zieht ein Unternehmen auch weitere statistische Daten von Statistischen Ämtern, auf Bundes-, Landes- oder Gemeindeebene, sowie Datenmaterial von Verbänden, Institutionen und anderen Einrichtungen, die Daten über die Interessen und Verhaltensweisen der ansässigen Bevölkerung erfassen, heran.
Gerade für den gewerblichen Bereich bzw. insbesondere für den Einzelhandel gibt es eine ganze Reihe von kommerziell arbeitenden Unternehmen, die diese komplexen Auswertungen für ihre Kunden erstellen. Die Basisdaten, die im Einzelhandel eine Rolle spielen, umfassen Daten zur Altersstruktur, der Geschlechterverteilung, den Lebensumständen und dem Einkommen der unmittelbaren Umgebung des Standortes.
Diese Daten sind aus den unterschiedlichsten Quellen zusammentragbar und werden nur von sehr wenigen Anbietern in der nötigen Komplexität und Güte aufbereitet. Im Zusammenhang mit der Gründung eines Unternehmens werden allerdings teilweise kostenfrei Standortanalysen erstellt.